# Reginella furcata
Reginella furcata is een mosdiertjessoort uit de familie van de Cribrilinidae. De wetenschappelijke naam van de soort is, als Cribrilina furcata, voor het eerst geldig gepubliceerd in 1882 door Hincks.